# 魯伍馬板塊

努比亚板块

鲁伍马板块是组成努比亚板块的4个微板块之一，它又是非洲板块的一部分。另外3个微板块分别是索马里板块、卢旺达板块和维多利亚板块。